# フレデリック・フーヘレン
フレデリック・フーヘレン（Frederik Veuchelen、1978年9月4日 - ）は、ベルギー、ビルベーク出身の自転車競技（ロードレース）選手。

## 来歴
2003年
- メモリアル・フィリップ・ファン・コニングスロー 優勝

2006年
- ドワルス・ドール・フラーンデレン 優勝

2009年、ヴァカンソレイユ（後の、ヴァカンソレイユ・DCM）に移籍。
2011年
- ジロ・デ・イタリア 総合106位

2012年
- パリ〜ニース 山岳賞